# Jajco Faberže
Jajco Faberže (Яйцо Фаберже) è un film del 2022 diretto da Il'ja Farfel'.

## Trama
Due vecchi amici che si ritrovano dopo tanti anni e decidono di arricchirsi. Per questo, ruberanno un uovo Fabergé da un museo. Ma le cose non andranno secondo i loro piani.